# جراکوس
جراکوس (به ارمنی: Ջրակուս) یک منطقهٔ مسکونی در جمهوری آرتساخ است که در استان هادروت واقع شده‌است. جراکوس  ۲۳۳ نفر جمعیت دارد.